# Hermann Harms
Hermann Harms (puno ime Hermann August Theodor Harms. Berlin, 16. srpnja 1870. – Berlin, 27. studenoga 1942.) je bio njemački taksonom i botaničar.
Revidirao je 1938. rod Nepenthes stvaranjem triju podrodova: Anurosperma, Eunepenthes i Mesonepenthes.
Kad se citira doprinos Hermanna Harmsa botaničkom imenu, rabi se kraticu Harms.
Njemu u čast je nazvana potporodica Harmsia iz porodice Malvaceae.

## Radovi
- Karl Wilhelm von Dalla Torre i Hermann Harms: Genera siphonogamarum ad systema Englerianum conscripta. Leipzig: G. Engelmann, 1900. – 1907.
- Alfred Cogniaux i Hermann Harms: Cucurbitaceae-Cucurbiteae-Cucumerinae. Leipzig: Engelmann, 1924. (reizdanje: Weinheim, 1966.)

## Vanjske poveznice
- Međunarodni popis biljnih imena

Born	Hermann Harms
16 July 1870
Died	27 November 1942 (aged 72)